# Mitteljakutische Niederung

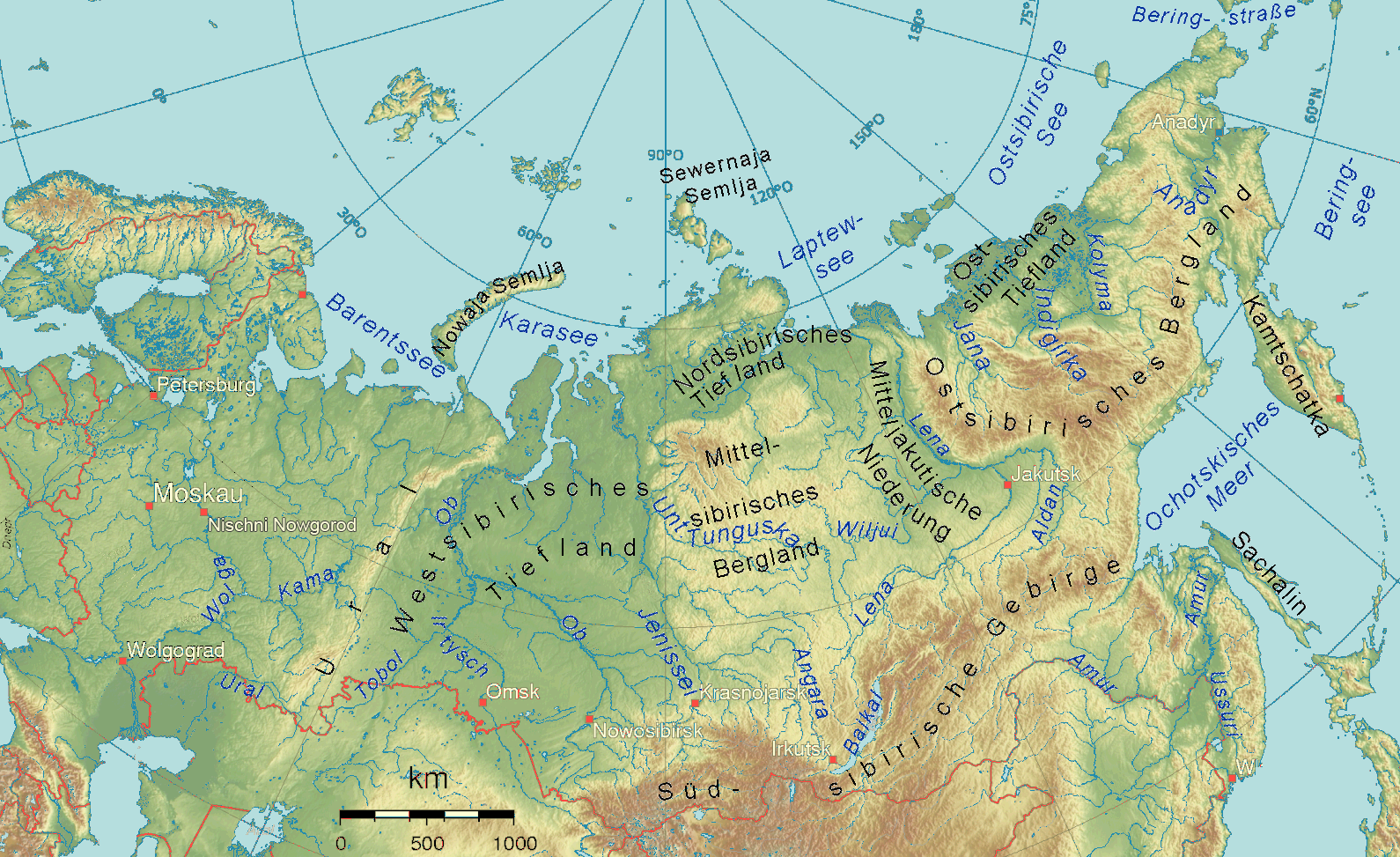
Russische Großlandschaften mit Mitteljakutischer Niederung im Osten

Die Mitteljakutische Niederung ist eine der sieben  Russischen Großlandschaften von Sibirien. Sie liegt am Übergang von Mittel- zu Ostsibirien im Flussgebiet der Lena und großteils in der Republik Sacha (Jakutien).

## Geografie
Die Mitteljakutische Niederung umfasst vor allem die Unterlaufstäler von Lena und Wiljui, aber auch das untere Aldantal. Die etwa 1 Million km² umfassende Niederung wird im Westen vom Mittelsibirischen Bergland begrenzt und im Osten vom Ostsibirischen Bergland.
In dem Bereich, wo der Wiljui in die Lena mündet, haben die Flüsse mit ihren  Sedimentablagerungen ein weitläufiges Tiefland ausgebildet, das sich nach Norden in Richtung Lena-Mündung immer mehr zu einem Durchbruchstal verengt; erst nachdem die Lena dieses passiert hat, fließt der Strom in sein großes Mündungsdelta, wo er sich schließlich in die Laptewsee ergießt.
Wie die meisten nordsibirischen Landschaften wird auch diese Niederung von Sümpfen, dem borealen Nadelwald (Taiga) und der Tundra geprägt. Sie wurde auch von den eiszeitlichen Gletschern geformt bzw. vom Wasserzustrom, der nach den Kaltzeiten aus den abtauenden Eismassen resultierte. Die Flüsse sind auch gegenwärtig dabei, mit ihren Sedimenten und den winterlichen Eis- und Schneemassen die Landschaft zu formen.
Das Tiefland ist nur sehr dünn besiedelt, mit Ausnahme ihres südlichen Endes bei der Großstadt Jakutsk, die bereits im Mittellauf der Lena liegt. Am Unterlauf befinden sich die wenigen größeren Siedlungen ausschließlich nahe beim Strom.

## Becken, Niederung oder Tiefland
Oftmals wird die Mitteljakutische Niederung auch Mitteljakutisches Tiefland, Jakutisches Becken oder Mitteljakutisches Becken genannt; letzteres ist jedoch irreführend, denn diese Landschaft ist kein Becken, sondern eine Niederung. Die fälschliche Bezeichnung bekam sie wohl aufgrund ihrer an mehreren Stellen beckenartigen Form.